# Pop. 1280
Pop. 1280, o Colpo di spugna, è un romanzo di Jim Thompson pubblicato originariamente nel 1964. La sua notorietà in Italia si deve quasi unicamente alla nomination all'Oscar quale miglior film straniero, ottenuta dalla sua riduzione cinematografica, operata da Bertrand Tavernier, in Colpo di spugna, con la trasposizione dell'azione nell'Africa Occidentale Francese. È stato infatti pubblicato nel 2004 da Fanucci con titolo uguale a quello del film di Tavernier.

## Trama
Pop. 1280 è narrato in prima persona da Nick Corey, sceriffo della Contea di Pottsville. Con la sua popolazione di "1280 anime" (numero che si riduce in maniera significativa verso la fine del libro), Potts è un mortorio indolente, la "47-sima contea nello stato". Quale sia lo stato a cui appartiene la contea non è mai detto con precisione, ma, con tutta evidenza, la storia è ambientata negli Stati Uniti del sud o negli stati del sudovest. L'ambientazione non è contemporanea: da diversi particolari (l'accenno all'utilizzo di bombetta e ghette nel vestiario, la presenza di poche automobili, i 2000 $ l'anno che guadagna Corey presentati all'inizio del romanzo come una cifra dignitosa e l'esplicito accenno alla Rivoluzione Russa in corso) s'intuisce che la storia di Nick Corey sia databile al 1917, probabilmente poco prima dell'entrata in guerra degli Stati Uniti.
Corey si presenta egli stesso come una specie di folle geniale, oltremodo accomodante e imbelle di fronte alle manchevolezze altrui, lui unico agente della legge nel villaggio.
Nei fatti, i primi capitoli sono in buona parte narrati in un raffinato registro comico che sembra condurre più alla farsa o alla commedia degli equivoci che a qualcosa di attinente alle psicosi del crimine.
Al principio i problemi dello sceriffo sembrano relativamente innocui: principalmente la gestione di una moglie bisbetica e di un cognato idiota; le difficoltà di una campagna elettorale contro un avversario più meritevole; la negoziazione di elementi indesiderabili nella città; l'evasione da qualsiasi forma di impiego o di impegno che occupa un posto centrale nella sua attitudine morale fin dall'inizio.
Tuttavia, nel corso di una narrazione finemente strutturata, il tono da commedia va attenuandosi sempre di più, diventando sempre più chiaro come Nick sia più astuto, spietato e fuori dai cardini di chiunque altro nel racconto, toccando il fondo delle bassezze morali che sono familiari a chi abbia letto gli altri romanzi di Thompson.

## Edizioni in Italia
- 1964, Pop. 1280 o Colpo di spugna, (Pop.1280, stampato nel 2004 da Fanucci Editore, stampato nel 1987 nella collana La Gaia Scienza Longanesi con il numero 186 1987, stampato nel 1992 nella collana TEA Due con il numero 106 o con il titolo Pop 1280 stampato nel 1966 nella collana I Rapidi Mondadori con il numero 7).
- Colpo di spugna, introduzione di Joe R. Lansdale, traduzione di Anna Martini, nota al testo di Luca Briasco, Giulio Einaudi Editore, 2014,  p. 254, ISBN 978-88-06-20932-2.